# McKinlay Shire
Koordinaten: 20° 39′ S, 141° 44′ O

Das Shire of McKinlay ist ein lokales Verwaltungsgebiet (LGA) im australischen Bundesstaat Queensland. Das Gebiet ist 40.737 km² groß und hat etwa 800 Einwohner.

## Geografie
Das Shire liegt im Nordwesten des Staats etwa 1370 km nordwestlich der Hauptstadt Brisbane.
Größte Ortschaft und Verwaltungssitz der LGA ist Julia Creek mit etwa 370 Einwohnern. Weitere Ortschaften sind Kynuna, Malpas Trenton, McKinlay, Nelia und Taldora.

## Geschichte
Der Forscher John McKinlay benannte den Fluss mit seinem eigenen Namen, der dem Shire seinen Namen gab. Seine Erkundungen führten auch zur Besiedlung des Gebiets ab 1867. 1888 wurde die Ortschaft McKinlay gegründet und vier Jahre später ein Verwaltungsgebiet unter dem Namen Mackinlay festgelegt. Da Julia Creek an Bedeutung gewann, wurde 1932 der Verwaltungssitz dorthin verlegt.

## Verwaltung
Der McKinlay Shire Council hat fünf Mitglieder. Der Mayor (Bürgermeister) und vier weitere Councillor werden von allen Bewohnern des Shires gewählt. Die LGA ist nicht in Wahlbezirke unterteilt.